# City Bowl League 2018
La City Bowl League 2018 è stata la 4ª edizione dell'omonimo torneo di football americano.

## Squadre partecipanti
| Club                     | Città        | Stadio | Sponsor ufficiale | Risultato nella stagione 2017 |
| ------------------------ | ------------ | ------ | ----------------- | ----------------------------- |
| Beijing Cyclones         | Pechino      |        |                   |                               |
| Changchun Icebreakers    | Changchun    |        |                   |                               |
| Changsha Revolutionaries | Changsha     |        |                   |                               |
| Chengdu Mustangs         | Chengdu      |        |                   |                               |
| Dalian Poseidon          | Dalian       |        |                   |                               |
| Fuzhou Mariners          | Fuzhou       |        |                   |                               |
| Guangzhou Goats          | Canton       |        |                   |                               |
| Guiyang Jungle Fighters  | Guiyang      |        |                   |                               |
| Hangzhou Ospreys         | Hangzhou     |        |                   |                               |
| Hefei Crocodiles         | Hefei        |        |                   |                               |
| Jiaxing Hornets          | Jiaxing      |        |                   |                               |
| Jinan Mammoths           | Jinan        |        |                   |                               |
| Nanchang Gun Cavalry     | Nanchang     |        |                   |                               |
| Nanjing Emperor Kings    | Nanchino     |        |                   |                               |
| Qingdao Max Whale        | Tsingtao     |        |                   |                               |
| Shanghai Fudan Dragoons  | Shanghai     |        |                   |                               |
| Shanghai Nighthawks      | Shanghai     |        |                   |                               |
| Shanghai Overlords       | Shanghai     |        |                   |                               |
| Shanghai Street Cats     | Shanghai     |        |                   |                               |
| Shenyang Hunters         | Shenyang     |        |                   |                               |
| Shenzhen Buffaloes       | Shenzhen     |        |                   |                               |
| Shijiazhuang Liberators  | Shijiazhuang |        |                   |                               |
| Suzhou Blue Knights      | Suzhou       |        |                   |                               |
| Taipei Predators         | Taipei       |        |                   |                               |
| Tianjin Black Sails      | Tientsin     |        |                   |                               |
| Wenzhou Redbucks         | Wenzhou      |        |                   |                               |
| Wuhan Griffins           | Wuhan        |        |                   |                               |
| Wuxi Tridents            | Wuxi         |        |                   |                               |
| Zhuhai Berserkers        | Zhuhai       |        |                   |                               |
| Zunyi Mellivora Capensis | Zunyi        |        |                   |                               |

## Stagione regolare

### Calendario

#### 1ª giornata
| 17 dicembre 2017 | Shanghai Fudan Dragoons | 0 – 14 | Jiaxing Hornets |  |

#### 2ª giornata
| 23 dicembre 2017 | Changsha Revolutionaries | 20 – 6 | Zhuhai Berserkers |  |

#### 3ª giornata
| 24 marzo 2018 | Shenzhen Buffaloes | 25 – 41 | Wuhan Griffins |  |

#### 4ª giornata
| 31 marzo 2018 | Wenzhou Redbucks | 0 – 51 | Taipei Predators |  |

| 31 marzo 2018 | Hangzhou Ospreys | 8 – 18 | Shanghai Overlords |  |

| 31 marzo 2018 | Zhuhai Berserkers | 12 – 34 | Changsha Revolutionaries |  |

#### 5ª giornata
| 14 aprile 2018 | Suzhou Blue Knights | 0 – 43 | Wuhan Griffins |  |

| 14 aprile 2018 | Dalian Poseidon | 9 – 56 | Shanghai Nighthawks |  |

| 14 aprile 2018 | Jinan Mammoths | 43 – 2 | Qingdao Max Whale |  |

| 14 aprile 2018 | Beijing Cyclones | 43 – 8 | Nanchang Gun Cavalry |  |

#### 6ª giornata
| 21 aprile 2018 | Wenzhou Redbucks | 9 – 14 | Hangzhou Ospreys |  |

| 21 aprile 2018 | Jiaxing Hornets | 54 – 16 | Nanjing Emperor Kings |  |

| 21 aprile 2018 | Guiyang Jungle Fighters | 0 – 20 | Chengdu Mustangs |  |

| 22 aprile 2018 | Changchun Icebreakers | 0 – 40 | Tianjin Black Sails |  |

#### 7ª giornata
| 28 aprile 2018 | Taipei Predators | 1 – 0 (a tavolino) | Shenzhen Buffaloes |  |

#### 8ª giornata
| 5 maggio 2018 | Shanghai Nighthawks | 1 – 0 (a tavolino) | Shenyang Hunters |  |

#### 9ª giornata
| 12 maggio 2018 | Hangzhou Ospreys | 38 – 0 | Suzhou Blue Knights |  |

| 12 maggio 2018 | Jinan Mammoths | 8 – 6 | Tianjin Black Sails |  |

#### 10ª giornata
| 19 maggio 2018 | Changsha Revolutionaries | 0 – 22 | Nanchang Gun Cavalry |  |

| 19 maggio 2018 | Shanghai Street Cats | 1 – 0 (a tavolino) | Dalian Poseidon |  |

| 20 maggio 2018 | Zhuhai Berserkers | 9 – 25 | Shenzhen Buffaloes |  |

| 20 maggio 2018 | Wuhan Griffins | 41 – 8 | Shanghai Fudan Dragoons |  |

#### 11ª giornata
| 27 maggio 2018 | Nanjing Emperor Kings | 1 – 0 (a tavolino) | Hefei Crocodiles |  |

#### 12ª giornata
| 2 giugno 2018 | Dalian Poseidon | 0 – 18 | Jinan Mammoths |  |

| 3 giugno 2018 | Jiaxing Hornets | 24 – 6 | Wuxi Tridents |  |

| 3 giugno 2018 | Shanghai Fudan Dragoons | 1 – 0 (a tavolino) | Qingdao Max Whale |  |

#### 13ª giornata
| 9 giugno 2018 | Nanchang Gun Cavalry | 36 – 19 | Wenzhou Redbucks |  |

| 9 giugno 2018 | Guiyang Jungle Fighters | 0 – 52 | Taipei Predators |  |

| 10 giugno 2018 | Zhuhai Berserkers | 12 – 35 | Guangzhou Goats |  |

#### 14ª giornata
| 16 giugno 2018 | Tianjin Black Sails | 10 – 6 | Shanghai Street Cats |  |

#### 15ª giornata
| 23 giugno 2018 | Wuhan Griffins | 22 – 44 | Shanghai Nighthawks |  |

| 23 giugno 2018 | Hangzhou Ospreys | 47 – 0 | Shanghai Fudan Dragoons |  |

| 24 giugno 2018 | Suzhou Blue Knights | 25 – 22 (d.t.s.) | Jiaxing Hornets |  |

| 24 giugno 2018 | Wuxi Tridents | 28 – 39 | Nanjing Emperor Kings |  |

#### 16ª giornata
| 1º luglio 2018 | Qingdao Max Whale | 0 – 59 | Beijing Cyclones |  |

#### 17ª giornata
| 7 luglio 2018 | Guiyang Jungle Fighters | 6 – 24 | Changsha Revolutionaries |  |

| 8 luglio 2018 | Shanghai Street Cats | 8 – 35 | Shanghai Nighthawks |  |

| 8 luglio 2018 | Changchun Icebreakers | 6 – 26 | Dalian Poseidon |  |

#### 18ª giornata
| 14 luglio 2018 | Jinan Mammoths | 22 – 6 | Shijiazhuang Liberators |  |

| 14 luglio 2018 | Shanghai Overlords | 42 – 6 | Fuzhou Mariners |  |

#### 19ª giornata
| 21 luglio 2018 | Chengdu Mustangs | 7 – 26 | Guangzhou Goats |  |

| 21 luglio 2018 | Shenzhen Buffaloes | 6 – 52 | Taipei Predators |  |

#### 20ª giornata
| 28 luglio 2018 | Hefei Crocodiles | 0 – 1 (a tavolino) | Jinan Mammoths |  |

#### 21ª giornata
| 11 agosto 2018 | Shenyang Hunters | 1 – 0 (a tavolino) | Beijing Cyclones |  |

| 11 agosto 2018 | Hangzhou Ospreys | 38 – 12 | Nanjing Emperor Kings |  |

#### 22ª giornata
| 26 agosto 2018 | Shenzhen Buffaloes | 0 – 1 (a tavolino) | Guangzhou Goats |  |

#### 23ª giornata
| 1º settembre 2018 | Taipei Predators | 1 – 0 (a tavolino) | Wenzhou Redbucks |  |

#### 24ª giornata
| 8 settembre 2018 | Suzhou Blue Knights | 1 – 0 (a tavolino) | Chengdu Mustangs |  |

| 8 settembre 2018 | Fuzhou Mariners | 6 – 66 | Hangzhou Ospreys |  |

| 9 settembre 2018 | Changchun Icebreakers | 0 – 43 | Shenyang Hunters |  |

#### 25ª giornata
| 15 settembre 2018 | Nanchang Gun Cavalry | 16 – 6 | Tianjin Black Sails |  |

| 15 settembre 2018 | Jinan Mammoths | 1 – 0 (a tavolino) | Dalian Poseidon |  |

| 15 settembre 2018 | Guiyang Jungle Fighters | 0 – 1 (a tavolino) | Wuhan Griffins |  |

| 16 settembre 2018 | Shanghai Overlords | 0 – 25 | Jiaxing Hornets |  |

#### 26ª giornata
| 22 settembre 2018 | Shanghai Nighthawks | 8 – 0 | Shanghai Street Cats |  |

#### 27ª giornata
| 6 ottobre 2018 | Tianjin Black Sails | 42 – 7 | Shijiazhuang Liberators |  |

#### 28ª giornata
| 13 ottobre 2018 | Shanghai Nighthawks | 1 – 0 (a tavolino) | Suzhou Blue Knights |  |

| 13 ottobre 2018 | Wuhan Griffins | 34 – 14 | Nanchang Gun Cavalry |  |

#### 29ª giornata
| 20 ottobre 2018 | Beijing Cyclones | 28 – 19 | Tianjin Black Sails |  |

| 20 ottobre 2018 | Shanghai Street Cats | 28 – 0 | Hangzhou Ospreys |  |

| 21 ottobre 2018 | Dalian Poseidon | 0 – 15 | Shenyang Hunters |  |

| 21 ottobre 2018 | Jiaxing Hornets | 1 – 0 (a tavolino) | Shanghai Fudan Dragoons |  |

#### 30ª giornata
| 27 ottobre 2018 | Shenyang Hunters | 43 – 0 | Beijing Cyclones |  |

| 27 ottobre 2018 | Wenzhou Redbucks | 36 – 8 | Nanjing Emperor Kings |  |

#### 31ª giornata
| 11 novembre 2018 | Changsha Revolutionaries | 30 – 0 | Fuzhou Mariners |  |

### Classifiche
Le classifiche della regular season sono le seguenti:
- PCT = percentuale di vittorie, G = partite giocate, V = partite vinte,  P = partite perse, PF = punti fatti, PS = punti subiti

#### Livello A
| Pos. | Squadra              | PCT   | Punteggio | G | V | N | P | PF  | PS  |
| ---- | -------------------- | ----- | --------- | - | - | - | - | --- | --- |
| 1    | Shanghai Nighthawks  | 1.000 | 0.9967    | 6 | 6 | 0 | 0 | 146 | 39  |
| 2    | Wuhan Griffins       | .833  | 0.8154    | 6 | 5 | 0 | 1 | 151 | 91  |
| 3    | Jinan Mammoths       | 1.000 | 0.7773    | 6 | 6 | 0 | 0 | 92  | 6   |
| 4    | Hangzhou Ospreys     | .714  | 0.5741    | 7 | 5 | 0 | 2 | 211 | 73  |
| 5    | Beijing Cyclones     | .600  | 0.5049    | 5 | 3 | 0 | 2 | 130 | 71  |
| 6    | Nanchang Gun Cavalry | .600  | 0.4001    | 5 | 3 | 0 | 2 | 96  | 102 |
| 7    | Tianjin Black Sails  | .500  | 0.2388    | 6 | 3 | 0 | 3 | 123 | 65  |
| 8    | Guangzhou Goats      | 1.000 | -         | 3 | 3 | 0 | 0 | 62  | 19  |
| 9    | Shanghai Street Cats | .400  | -         | 5 | 2 | 0 | 3 | 42  | 53  |
| 10   | Suzhou Blue Knights  | .400  | -         | 5 | 2 | 0 | 3 | 26  | 104 |
| 11   | Wenzhou Redbucks     | .200  | -         | 5 | 1 | 0 | 4 | 64  | 110 |

#### Livello B
| Pos. | Squadra                  | PCT   | Punteggio | G | V | N | P | PF  | PS  |
| ---- | ------------------------ | ----- | --------- | - | - | - | - | --- | --- |
| 1    | Taipei Predators         | 1.000 | -         | 5 | 5 | 0 | 0 | 157 | 6   |
| 2    | Shanghai Overlords       | 1.000 | -         | 2 | 2 | 0 | 0 | 60  | 14  |
| 3    | Shenyang Hunters         | .800  | -         | 5 | 4 | 0 | 1 | 102 | 1   |
| 4    | Jiaxing Hornets          | .800  | -         | 5 | 4 | 0 | 1 | 115 | 47  |
| 5    | Changsha Revolutionaries | .800  | -         | 5 | 4 | 0 | 1 | 108 | 46  |
| 6    | Nanjing Emperor Kings    | .400  | -         | 5 | 2 | 0 | 3 | 76  | 156 |
| 7    | Chengdu Mustangs         | .333  | -         | 3 | 1 | 0 | 2 | 27  | 27  |
| 8    | Shanghai Fudan Dragoons  | .200  | -         | 5 | 1 | 0 | 4 | 9   | 103 |
| 9    | Dalian Poseidon          | .167  | -         | 6 | 1 | 0 | 5 | 35  | 97  |
| 10   | Wuxi Tridents            | .000  | -         | 2 | 0 | 0 | 2 | 34  | 63  |
| 11   | Shijiazhuang Liberators  | .000  | -         | 2 | 0 | 0 | 2 | 13  | 64  |
| 12   | Zhuhai Berserkers        | .000  | -         | 3 | 0 | 0 | 3 | 30  | 89  |
| 13   | Guiyang Jungle Fighters  | .000  | -         | 3 | 0 | 0 | 3 | 6   | 96  |
| 14   | Qingdao Max Whale        | .000  | -         | 3 | 0 | 0 | 3 | 2   | 103 |
| 15   | Changchun Icebreakers    | .000  | -         | 3 | 0 | 0 | 3 | 6   | 109 |
| 16   | Fuzhou Mariners          | .000  | -         | 3 | 0 | 0 | 3 | 12  | 138 |
| 17   | Shenzhen Buffaloes       | .000  | -         | 4 | 0 | 0 | 4 | 31  | 95  |
| 18   | Hefei Crocodiles         | .000  | -         | 2 | 0 | 0 | 2 | 0   | 2   |
| -    | Zunyi Mellivora Capensis | -     | -         | - | - | - | - | -   | -   |

## Playoff

### Tabellone
|  | Wild Card | Wild Card        | Wild Card |  |  | Semifinali | Semifinali          | Semifinali |  |  | IV Finale | IV Finale           | IV Finale |
|  |           |                  |           |  |  |            |                     |            |  |  |           |                     |           |
|  |           |                  |           |  |  | 1          | Shanghai Nighthawks | 24         |  |  |           |                     |           |
|  | 4         | Hangzhou Ospreys | 8         |  |  | 5          | Beijing Cyclones    | 8          |  |  |           |                     |           |
|  | 5         | Beijing Cyclones | 12        |  |  |            |                     |            |  |  | 1         | Shanghai Nighthawks | 14        |
|  |           |                  |           |  |  |            |                     |            |  |  | 2         | Wuhan Griffins      | 6         |
|  |           |                  |           |  |  | 2          | Wuhan Griffins      | 24         |  |  |           |                     |           |
|  |           |                  |           |  |  | 3          | Jinan Mammoths      | 22         |  |  |           |                     |           |

### Wild Card
| 10 novembre 2018 | Hangzhou Ospreys | 8 – 12 | Beijing Cyclones |  |

### Semifinali
| 24 novembre 2018 | Shanghai Nighthawks | 24 – 8 | Beijing Cyclones |  |

| 24 novembre 2018 | Wuhan Griffins | 24 – 22 | Jinan Mammoths |  |

### IV Finale
| 8 dicembre 2018 | Shanghai Nighthawks | 14 – 6 | Wuhan Griffins |  |

## Verdetti
- Shanghai Nighthawks Campioni della CBL 2018

## Playoff livello B
| 16 dicembre 2018 | Jiaxing Hornets | 14 – 12 | Shanghai Overlords |  |